# Gabriola
Gabriola is een geslacht van vlinders van de familie spanners (Geometridae), uit de onderfamilie Ennominae.

## Soorten
- G. dyari Taylor, 1904
- G. minima Hulst, 1896
- G. minor Rindge, 1974
- G. regularia McDunnough, 1945
- G. sierrae McDunnough, 1945
- G. tenuis Rindge, 1974